# انبعاثات صادرة عن المحركات غير المتنقلة على الطرق

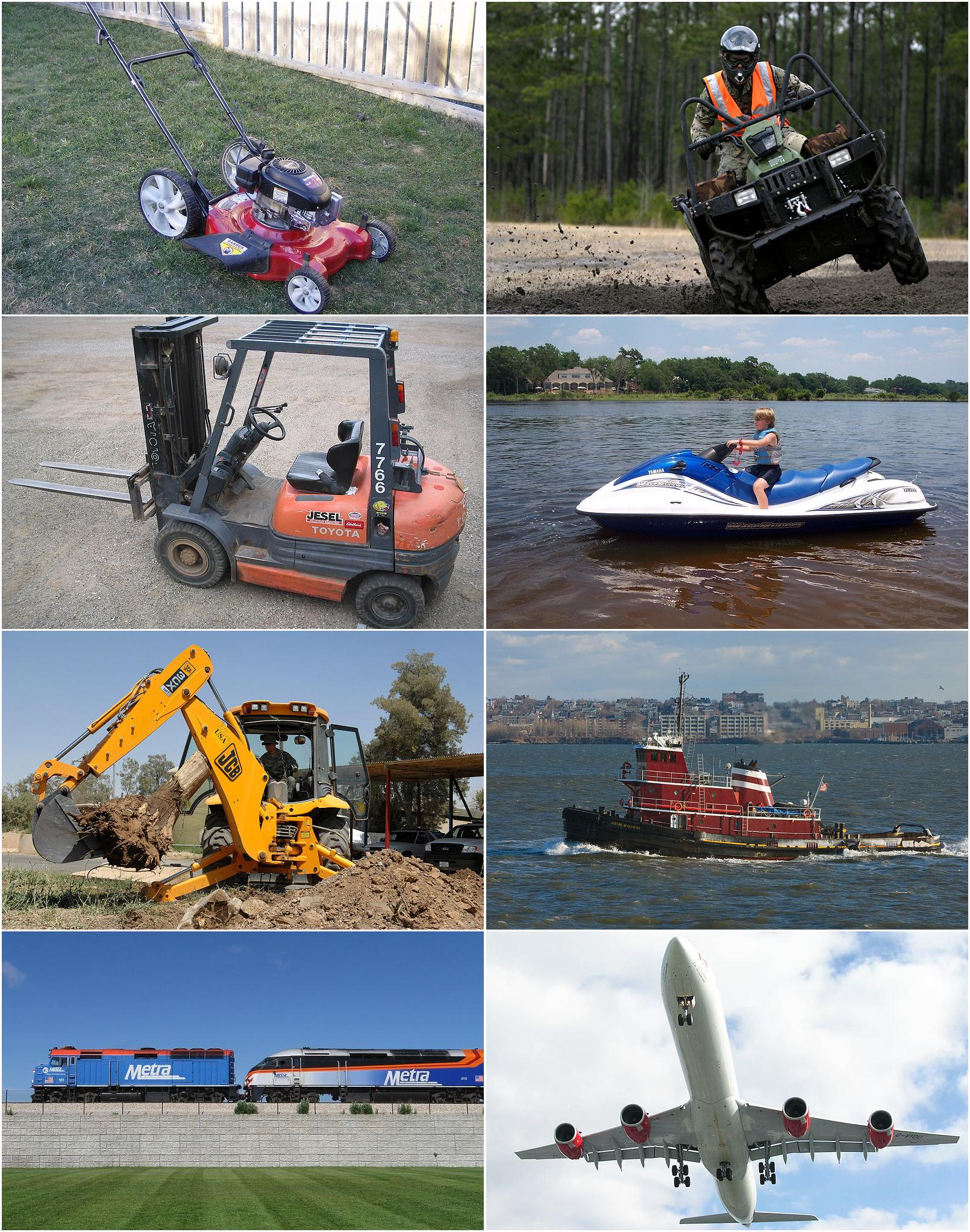

تشير عبارة الانبعاثات الصادرة عن المحركات غير المتنقلة على الطرق إلى الانبعاثات التي تصدرها المحركات والمركبات غير المتنقلة على الطرق، مثل معدات المزارع والتشييد وأجهزة التشجير وقص العشب التي تعمل بالبنزين والقوارب التي تعمل بالطاقة والمحركات الخارجية للزوارق.
في الولايات المتحدة، ينص القسم 213 قانون الهواء النظيف (42 قانون الولايات المتحدة 7547) على أن وكالة حماية البيئة الأمريكية (EPA) يمكنها إصدار قوانين تنظيمية للحد من الانبعاثات التي تنشأ من هذه المصادر.